# Хопа цупа
Хопа цупа је четврти студијски албум српске фолк певачице Снеки Бабић, издат 1991. године за ПГП РТБ. Музику за већину песама, аранжмане и прoдуцирање је радио Миша Мијатовић,  а текстове писале Милица Јанковић и Весна Петковић. Песму "Моје вруће хаљине" (Снеки реп) радио је Војкан Борисављевић, а на албуму су радили и Добривоје Иванковић и Драган Петровић Пера.Снеки реп је била саундтрак филма Тесна кожа 4.

## Списак песама
1. Никад не реци никад
2. Нисам те заборавила
3. Хопа цупа
4. О мајко мајко
5. Коме мене остављаш
6. Звезда среће
7. Намигни ми намигни
8. Испунићу ти жељу
9. Да, да
10. Снеки реп